# HP-65
HP-65 (s kodnim imenom in vzdevkom »Superstar« (Superzvezda)) je bil prvi programabilni žepni kalkulator (žepni računalnik) z možnostjo branja magnetnih kartic. Kalkulator je izdelalo podjetje Hewlett-Packard leta 1974. Bil je četrti žepni kalkulator ter tretji znanstveni žepni kalkulator podjetja (za HP-35 in HP-45).

## Značilnosti
Imel je devet pomnilniških registrov (R1 - R9), 198 bajtov pomnilnika, oziroma 100 ukaznih vrstic, ter bralnik in zapisovalnik magnetnih kartic. Kot vsi kalkulatorji podjetja Hewlett-Packard v tem in kasnejšem času je HP-65 uporabljal obrnjeni poljski zapis (RPN) in fiksni štirinivojski samodejni sklad operandov (X, Y, Z, T). Imel je 35 tipk, 87 vgrajenih funkcij in 12 mestni prikazovalnik števil z rdečimi svetlečimi diodami (LED). Vsaka dioda je imela sedem odsekov. Na vsako tipko so lahko šle 4 funkcije: normalna, z zlatorumeno tipko f, z modro tipko g in z zlatorumeno tipko f−1, ki je predstavljala obratno funkcijo. Prodajna cena je bila 795 $. Izdelovali so ga do leta 1977, cena pa je vseskozi ostala enaka. HP Journal ga je ob predstavitvi imenoval »osebni računalnik« veliko prej preden je ta pojem postal vsesplošno rabljen.
Značilnost HP-65 je bila da je bil pomnilniški register R9 neuporaben vedno kadar je uporabnik (ali program) izvajal trigonometrične funkcije ali primerjalne teste. To je bilo pri zgodnjih kalkulatorjih običajno, ker je bilo pomnilnika premalo. Ker je bil problem naveden v priročniku, ni šlo čisto za računalniški hrošč.
Zahteva Billa Hewletta je bila da mora kalkulator iti v njegov srajčni žep. To je eden od razlogov za konično obliko kalkulatorja. Magnetne programske kartice so se vstavljale v ozko režo pod zaslonom LED. Dokumentacija programov je bila dobro izdelana in je vsebovala algoritme za več sto uporab, vključno z rešitvami diferencialnih enačb, oceno cene delnic, statistiko ipd.
HP-65 je bil podoben starejšemu kalkulatorju HP-35, le malo večji je bil zaradi bralnika magnetnih kartic. Vsa integrirana vezja kalkulatorja so bila enakovredna vezju s 75.000 tranzistorji. Kalkulator je v svojem času predstavljal pravo tehnološko čudo. Barve tipk so bile optimalno izbrane tudi za širok obseg ljudi s težavami z barvno slepoto.
Med Preskusnim projektom Apollo-Sojuz leta 1975 je bil HP-65 prvi programabilni kalkulator v vesoljskem prostoru. Astronavti so ga vzeli s seboj in je bil pripravljen nadomestiti Računalnik za vodenje Apollo (AGC) v primeru napake, čeprav se Apollov računalnik med odpravo nikoli ni pokvaril. Celotni program je imel 1000 vrstic in je bil zapisan na desetih karticah s po 100 programskih vrstic. S seboj so vzeli dva kalkulatorja, štiri pakete programskih kartic in šest paketov treh nadomestnih baterij. Pred to odpravo so nadomestne izračune opravljali s pomočjo tabel.
Kalkulator je izdelovalo tudi japonsko podjetje Yokogawa z oznako YHP 65.

## Tipke
| A      | B      | C   | D   | E   |
| DSP    | GTO    | LBL | RTN | SST |
| f      | f−1    | STO | RCL | g   |
| ENTER↑ | ENTER↑ | CHS | EEX | CLX |
| -      | 7      | 8   | 8   | 9   |
| +      | 4      | 5   | 5   | 6   |
| ×      | 1      | 2   | 2   | 3   |
| ÷      | 0      | .   | .   | R/S |

## Funkcije
| tipka                       | funkcija                                       | tipka f                     | funkcija                   | tipka g | funkcija                        | tipka f−1 | funkcija                     |
| --------------------------- | ---------------------------------------------- | --------------------------- | -------------------------- | ------- | ------------------------------- | --------- | ---------------------------- |
| 1/x                         | 1/x                                            |                             |                            |         |                                 |           |                              |
| {\displaystyle {\sqrt {x}}} | kvadratni koren                                |                             |                            |         |                                 |           |                              |
| yx                          | eksponentna funkcija                           |                             |                            |         |                                 |           |                              |
| R↓                          | premik sklada navzdol                          |                             |                            |         |                                 |           |                              |
| x<>y                        | zamenjava nivojev X in Y sklada                |                             |                            |         |                                 |           |                              |
| DSP                         | način prikaza (fiksni, znanstveni)             |                             |                            | x ≠ y   | x ≠ y                           |           |                              |
| GTO                         | ukazna funkcija go to                          |                             |                            | x ≤ y   | x ≤ y                           |           |                              |
| LBL                         | ukazna funkcija za oznako programa/podprograma |                             |                            | x = y   | x = y                           |           |                              |
| RTN                         | ukazna funkcija return                         |                             |                            | x > y   | x > y                           |           |                              |
| SST                         | listanje po programu naprej single step        |                             |                            |         |                                 |           |                              |
| STO                         | ukazna funkcija store                          |                             |                            |         |                                 |           |                              |
| RCL                         | ukazna funkcija recall                         |                             |                            |         |                                 |           |                              |
| ENTER↑                      | vnašanje vrednosti na nivo X sklada            | PREFIX                      |                            | DEG     | desetiške vrednosti             |           |                              |
| CHS                         | zamenjava predznaka ±                          | STK                         |                            | RAD     | vrednosti v radianih            |           |                              |
| EEX                         | eksponentni zapis                              | REG                         |                            | GRD     |                                 |           |                              |
| CLX                         | brisanje nivoja X sklada                       | PRGM                        | programski način           | DEL     | brisanje sklada                 |           |                              |
| -                           | odštevanje                                     | SF 1                        | nadzor zastavice 1         |         |                                 | CF 1      | nadzor zastavice 1           |
| 7                           | 7                                              | LN                          | naravni logaritem          | x<>y    | zamenjava nivojev X in Y sklada | ex        | naravna eksponentna funkcija |
| 8                           | 8                                              | LOG                         | desetiški logaritem        | R↓      | premik sklada navzdol           | 10x       | eksponentna funkcija         |
| 9                           | 9                                              | {\displaystyle {\sqrt {x}}} | kvadratni koren            | R↑      | premik sklada navzgor           | x2        | kvadrat                      |
| +                           | seštevanje                                     | TF 1                        | test zastavice 1           |         |                                 | TF1C      | test zastavice 1             |
| 4                           | 4                                              | SIN                         | sinus                      | 1/x     | 1/x                             | ASIN      | arkus sinus                  |
| 5                           | 5                                              | COS                         | kosinus                    | yx      | potenčna funkcija               | ACOS      | arkus kosinus                |
| 6                           | 6                                              | TAN                         | tangens                    | ABS     | absolutna vrednost              | ATAN      | arkus tangens                |
| ×                           | množenje                                       | SF 2                        | nadzor zastavice 2         |         |                                 | CF 2      | nadzor zastavice 2           |
| 1                           | 1                                              | R→P                         | pretvorba koordinat        | NOP     |                                 | P→R       | pretvorba koordinat          |
| 2                           | 2                                              | D.MS+                       | seštevanje kotnih enot     | π       | pi                              | D.MS-     | odštevanje kotnih enot       |
| 3                           | 3                                              | →D.MS                       | pretvorba kotnih enot      | n!      | fakulteta                       | →D        | pretvorba kotnih enot        |
| ÷                           | deljenje                                       | TF 2                        | test zastavice 2           |         |                                 | TF2C      | test zastavice 2             |
| 0                           | 0                                              | →OCT                        | pretvorba v osmiški sestav | LST X   | zadnji operand                  | →DEC      | pretvorba v desetiški sestav |
| .                           | decimalna pika                                 | INT                         | celi del                   | DSZ     |                                 | FRACT     | ulomljeni del                |
| R/S                         | nadzor programa return/stop                    |                             |                            |         |                                 |           |                              |